# 桂川町
桂川町（けいせんまち）は、福岡県の中央部に位置する町。嘉穂郡に属しており、筑豊地域（都市計画の圏域では筑豊都市圏）を構成する自治体の一つである。

## 地理
福岡県の中央部、筑豊地域の南端部に位置する町。福岡市から東へ約25km、北九州市から南西へ約55km、筑豊の中心都市である飯塚市から南西へ約7kmの場所にある。
- 河川: 穂波川、泉河内川

### 隣接している自治体
- 飯塚市
- 嘉麻市

### 地名
- 大字内山田
- 大字九郎丸
- 大字寿命
- 大字瀬戸
- 大字中屋
- 大字土居
- 大字土師
- 大字豆田
- 大字吉隈

## 歴史

### 古代
土居の宝塚遺跡からは、紀元前10世紀から紀元前4世紀のものと見られる石器が見つかっており、その頃から人類がいたとみられている。6世紀には、国の特別史跡である王塚古墳をはじめ、いくつかの前方後円墳が作られた。装飾古墳だけでも60基以上発見されており、これは全国の装飾古墳の約1割にあたる。そのほかにも、影塚、二塚などの遺跡からは、有刻銅釧などの筑豊地方と朝鮮半島との交流を示唆する資料が発掘されている。その後、1024年からは安楽寺（現太宰府天満宮）により荘園（土師庄）として所有されていた。

### 中近世
鎌倉時代以降、城尾城（土師）、茶臼山城（寿命）などの城が建てられたが、江戸時代までに全て破却された。江戸時代初期には、長崎街道が整備され、九州各地から小倉方面への街道としてにぎわった。また、江戸時代中期には石炭の採掘も行われるようになった。

### 近現代
- 1889年（明治22年）4月1日 - 町村制の施行により、穂波郡瀬戸村、寿命村、中屋村、豆田村、九郎丸村、土居村、吉隈村、土師村及び内山田村の区域をもって、穂波郡桂川村が発足する。
- 1896年（明治29年）4月1日 - 郡の統合により、嘉麻郡及び穂波郡の区域をもって、嘉穂郡が発足することにより、桂川村は、嘉穂郡の所属となる[4]。
- 1936年（昭和11年）1月25日 - 麻生吉隈炭鉱でガス爆発事故が発生。29人が死亡[5]。
- 1940年（昭和15年）4月17日 - 町制施行して、桂川町となる。
- 1952年（昭和27年） - 王塚古墳が国の特別史跡に指定される。
- 1972年（昭和47年） - 町内最後の炭坑が閉山。

### 歴代町長
| 代 | 氏名       | 就任年月日     | 退任年月日     |
| -- | ---------- | -------------- | -------------- |
| 初 | 諌山茂太   | 1939年11月2日  | 1942年7月2日   |
| 2  | 穂坂茂吉   | 1942年7月31日  | 1943年11月27日 |
| 3  | 山辺俊太郎 | 1943年12月28日 | 1945年10月8日  |
| 4  | 吉田繁     | 1946年2月5日   | 1955年4月30日  |
| 5  | 瓜生真夫   | 1955年5月1日   | 1963年4月30日  |
| 6  | 八児勝     | 1963年5月1日   | 1975年4月30日  |
| 7  | 秋吉博     | 1975年5月1日   | 1979年4月30日  |
| 8  | 田崎保     | 1979年5月1日   | 1984年9月29日  |
| 9  | 穂坂周一郎 | 1984年11月11日 | 1990年2月20日  |
| 10 | 岩見智波   | 1990年4月8日   | 2002年4月7日   |
| 11 | 谷口裕教   | 2002年4月8日   | 2004年12月10日 |
| 12 | 前田説生   | 2005年1月17日  | 2006年10月13日 |
| 13 | 井上利一   | 2006年11月19日 | 現職           |

## 行政

### 町長
- 井上利一（5期目）
- 任期：2026年11月18日

### 町議会
- 定数：10人
- 任期：2026年11月18日

### 消防
- 飯塚地区消防本部
  - 飯塚消防署桂川分署

### 警察
- 福岡県警察飯塚警察署
  - 桂川交番（桂川町大字土師4052番地1）

## 地域

### 人口
| |                                        |  |
| 桂川町と全国の年齢別人口分布（2005年） | 桂川町の年齢・男女別人口分布（2005年） |  |
| ■紫色 ― 桂川町 ■緑色 ― 日本全国 | ■青色 ― 男性 ■赤色 ― 女性              |  |
| 桂川町（に相当する地域）の人口の推移 \| 1970年（昭和45年） \| 11,912人 \| \| \| 1975年（昭和50年） \| 11,769人 \| \| \| 1980年（昭和55年） \| 12,780人 \| \| \| 1985年（昭和60年） \| 13,741人 \| \| \| 1990年（平成2年） \| 14,182人 \| \| \| 1995年（平成7年） \| 14,667人 \| \| \| 2000年（平成12年） \| 14,760人 \| \| \| 2005年（平成17年） \| 14,535人 \| \| \| 2010年（平成22年） \| 13,863人 \| \| \| 2015年（平成27年） \| 13,496人 \| \| \| 2020年（令和2年） \| 12,878人 \| \| |                                        |  |
| 総務省統計局 国勢調査より |                                        |  |
| 1970年（昭和45年） | 11,912人                               |  |
| 1975年（昭和50年） | 11,769人                               |  |
| 1980年（昭和55年） | 12,780人                               |  |
| 1985年（昭和60年） | 13,741人                               |  |
| 1990年（平成2年） | 14,182人                               |  |
| 1995年（平成7年） | 14,667人                               |  |
| 2000年（平成12年） | 14,760人                               |  |
| 2005年（平成17年） | 14,535人                               |  |
| 2010年（平成22年） | 13,863人                               |  |
| 2015年（平成27年） | 13,496人                               |  |
| 2020年（令和2年） | 12,878人                               |  |

## 教育

### 小学校
- 桂川町立桂川小学校
- 桂川町立桂川東小学校

### 中学校
- 桂川町立桂川中学校

### 高等学校
- 福岡県立嘉穂総合高等学校

## 経済

### 産業
他の筑豊の市町村と同様、かつては炭鉱が町の経済を支えていたが現在ではすべて閉山しており、跡地を工業団地として再利用することで再生を図っている。

### 伝統工芸品
町中央部で製造される陶磁器「土師焼」がある。

## 交通

### 空港
福岡空港もしくは北九州空港が最寄り。

### 鉄道路線
九州旅客鉄道（JR九州）
- 筑豊本線（福北ゆたか線）：桂川駅
- 篠栗線（福北ゆたか線）：桂川駅

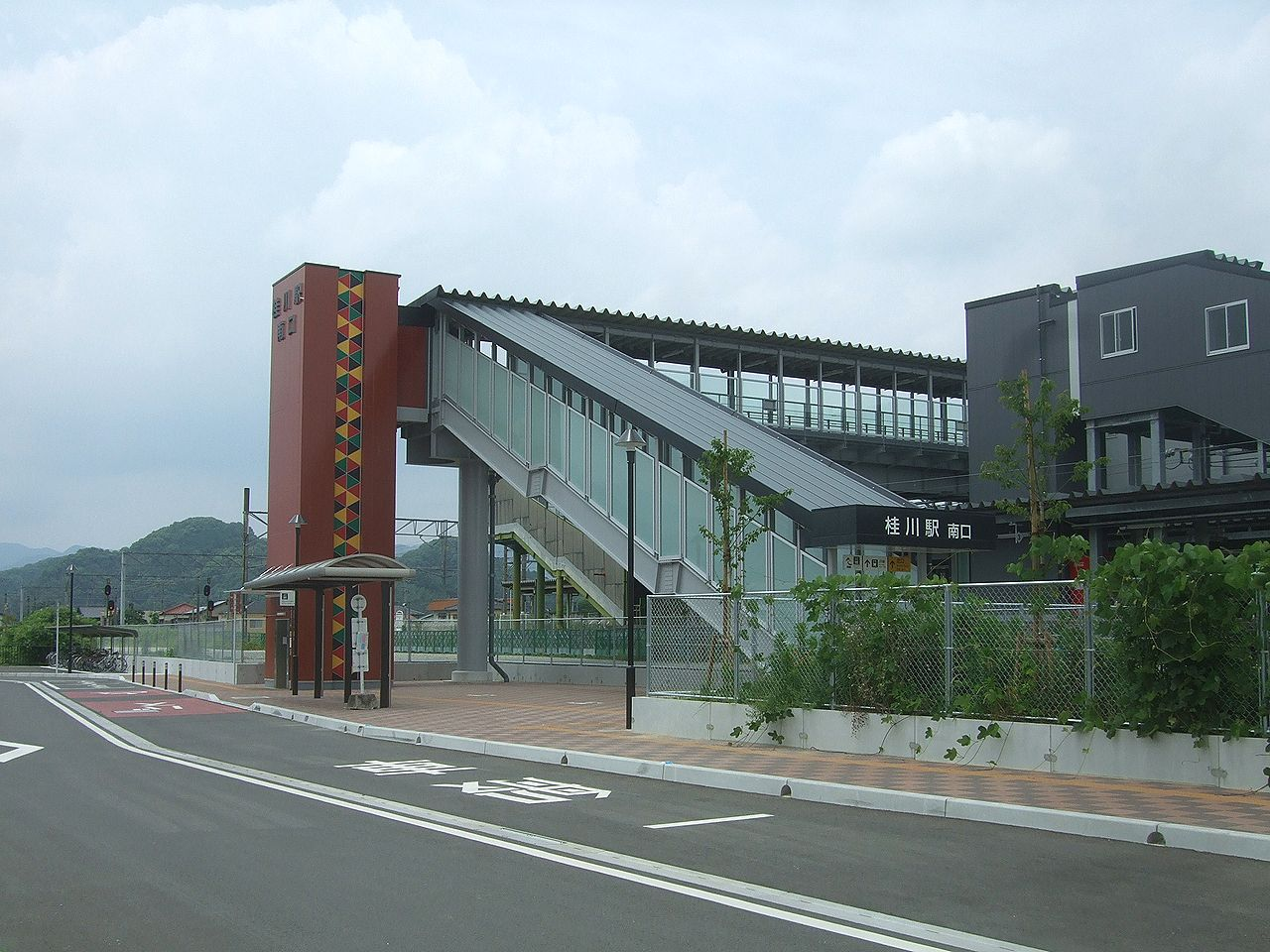
桂川駅

かつて町内を上山田線が通っていたが、駅は設置されていなかった。

### バス路線
- 西鉄バス筑豊 - 桂川町を経由して飯塚市（中心部および旧穂波町域）と嘉麻市（旧碓井町・嘉穂町域）を結ぶバス路線を運行する。
  - 27：飯塚バスターミナル - 忠隈 - 天道駅 - 新茶屋 - 桂川駅 - 嘉穂総合高校（一部の便） - 桂川役場 - 碓井支所 - 嘉麻市総合バスステーション - 西鉄大隈
- 嘉麻市バス - 桂川駅と嘉麻市の旧山田市域、旧稲築町域を結ぶ便が設定されている。嘉麻市のコミュニティバスだが桂川町内のみの利用も可能。
  - 稲築桂川線：桂川駅 - 嘉穂総合高校（一部の便） - 吉隈保育所 - 稲築病院 - 岩崎 - 鴨生団地 - 下鴨生駅
  - 熊ヶ畑桂川線：桂川駅 - 嘉穂総合高校（一部の便） - 吉隈 - 碓井支所 - 嘉麻市総合バスステーション - 生涯学習館（山田支所） - 熊ヶ畑・坂谷
- 飯塚市コミュニティバス - 飯塚市のコミュニティバスで、桂川町内では桂川駅のみ停車する。飯塚市役所および飯塚市中心部、旧穂波町域、旧筑穂町域を結ぶ。
  - 筑穂・飯塚線：飯塚市役所 - イオン穂波店 - 桂川駅 - 筑穂支所 ※桂川駅 - 筑穂支所間は2種類のルートがある
- 桂川町福祉バス - 町が運行する福祉バス。無料で誰でも乗車可能。町内各地を運行する福祉バス「ひまわり号」が4路線、町内の病院や店舗を巡回する買物・通院バス「いきいき号」が1路線運行されている。

### 道路
町内に高速道路は通っていない。最寄りインターチェンジは九州自動車道の八幡インターチェンジ、福岡インターチェンジ、および大分自動車道の筑後小郡インターチェンジ。

#### 一般国道
- 国道200号

#### 県道
- 主要地方道
  - 福岡県道66号桂川下秋月線
  - 福岡県道90号穂波嘉穂線

## 観光

### 史跡
- 王塚古墳（国の特別史跡）

### 博物館
- 王塚装飾古墳館

### 祭事・催事
- 8月
  - 夏まつり桂川
  - 地蔵祭り（土居）
- 9月
  - 土師の獅子舞（県指定無形民俗文化財）
  - ひまわりフェスタ
- 10月
  - 古代の謎フェスティバル
- 11月 文化祭・商工まつり桂川
- 1月 とへとへ

## 出身有名人
- 藤川俊介 - プロ野球選手（阪神タイガース）